# Jakub Fross
Jakub Fross lub Fröss – polski kolarz.

## Życiorys
Był zawodnikiem Pogoni Lwów i Lwowskiego Towarzystwa Kolarzy i Motocyklistów.
W 1927 zajął czwarte miejsce w wyścigu o mistrzostwo Polski. W historycznie pierwszym „Biegu Dookoła Polski w 1928” (późniejszy Tour de Pologne) zajął 10. miejsce. Został kolarskim mistrzem Lwowa w 1928, w 1929 (reprezentował LTKM), w 1930 (reprezentował LTKM). W 1930 wygrał wyścig Lwów-Rzeszów.